# ونتی فر
ونتی‌فر (به انگلیسی: Vanity Fair) (به معنی «بازار فخرفروشی») مجله‌ای است پیرامون فرهنگ عامه، مد و سیاست که توسط کوند نست منتشر می‌شود. ونتی فر، اولین بار در سال 1983 منتشر شد و در چهار کشور اروپایی و همچنین ایالات متحده آمریکا منتشر می‌شود. این مجله نسخهٔ احیاشدهٔ نشریه‌ای بود که بعد از یک دورهٔ فعالیت از 1913 تا 1935 متوقف شده بود. سردبیر فعلی نشریه گریدون کارتر است.
مطالب مجله (به انگلیسی: Vanity Fair) معمولاً به صورت سرگرم‌کننده و فرهنگی تهیه می‌شود و هدف آن، به اشتراک‌گذاشتن دیدگاه‌ها و تجزیه و تحلیل‌هایی درباره‌ی جوانب مختلف فرهنگ و هنر است.
البته برخی از مخاطبان این مجله نسبت به گرانی آن اعتراض کردند.
سه نسخه مختلف از مجله ونتی فر در طول دهه 1800 وجود داشت: یک هفته‌نامه طنز منهتن (1859-1863)، یک نشریهٔ بریتانیایی که به نثر طنز و کاریکاتورهای درخشان سر لزلی وارد (1868-1914) معروف است، و یک مجلهٔ تئاتر آمریکایی (1914-1868) 1890). در سال 1913 انتشارات Condé Nast، ونتی فر را خریداری کرد و یک مجلهٔ ترکیبی ناموفق به نام Dress and Vanity Fair را معرفی کرد. ونیتی فیر که در سال 1914 دوباره معرفی شد، در عصر https://fa.m.wikipedia.org/wiki/%D8%AC%D8%A7%D8%B2 به یک نیروی فرهنگی تبدیل شد و آثار هنرمندان، تصویرگران و نویسندگان مدرن را منتشر کرد و در عین حال پرتره افراد مشهور را نیز رواج داد. مجله ونتی فر پس از ادغام با مجله Vogue در سال 1936 انتشار خود را متوقف کرد و دوباره ظاهر نشد تا اینکه توسط Condé Nast در سال 1983 راه‌اندازی شد. این مجله توسط تینا براون ویرایش شد و به مصرف‌گرایی زیاد حرفه‌ای‌های جوان در دهه 1980 توجه داشت. نمایشگاه ونتی فر جدید پرتره‌هایی از افراد مشهور را روی جلد خود به نمایش گذاشت و درباره‌ٔ رسوایی‌ها، پول و فرهنگ عامه بحث کرد.
در سال ونتی فر 1991 شروع به انتشار یک نسخهٔ بین‌المللی کرد. سال بعد، مجله کیفیت مقالات خود را بهبود بخشید و بازده مالی خود را تحت نظر یک سردبیر جدید به نام گریدون کارتر افزایش داد. کارتر مقالاتی در مورد امور ملی و جهانی معرفی کرد و شماره‌های ویژه (از جمله شمارهٔ هالیوود) و فهرست بین‌المللی بهترین لباس‌ها را ایجاد کرد. کارتر در سال 2017 بازنشسته شد و رادیکا جونز جانشین او شد.
ونتی فر بیشتر به خاطر پرتره‌های افراد مشهور و جنجالی شناخته شده است. علاوه بر این، مجله به دلیل نوشته‌های جذاب، گزارش‌های عمیق و تفسیرهای اجتماعی روشنگر شهرت پیدا کرده است. خوانندگان عمدتاً زن، تیراژ بیش از یک میلیونی ونتی‌فر را در دههٔ اول قرن 21 تقویت کرد.